# الاتصالات السلكية واللاسلكية في جورجيا
الاتصالات السلكية واللاسلكية في جورجيا تشمل الراديو، والتلفزيون، والهواتف الثابتة والخلوية، والإنترنت.

## الإذاعة والتلفزيون
- محطات البث الإذاعية: AM 7، FM 12، الموجة القصيرة 4 (1998).
- الإذاعات: 3.02 مليون (1997).
- محطات البث التلفزيوني: 25 (بالإضافة إلى أجهزة إعادة الإرسال) (2011).
- التلفزيونات: 2.57 مليون (1997).

## الشبكات الخلوية
- رمز الاتصال: +995
- المشتركين في الهاتف النقال: 3.1 مليون خط (2009) [1]

قطاع TLC في جورجيا يشكل نسبة 6.88% من الناتج المحلي الإجمالي، ويعود ذلك في الغالب إلى الهاتف النقال بنسبة (63%)، ويليه الهاتف الثابت بنسبة (29%) ثم البث بنسبة (7.7%).
هنالك ثلاث شبكات هواتف خلوية: MagtiCom LTD ،  Silknet JSC ،  و Mobitel Georgia (مجموعة الخط المباشر الروسية). وقد احصى سوق الشبكة الخلوية أكثر من 3,000,000 عميل نشط في المجمل.
تمتد التغطية إلى أكثر من 98% من المناطق المأهولة بالسكان بدءاً من عام 2010،  وفي المناطق العمرانية هنالك 20 هاتفًا لكل 100 شخص، وفي المناطق القروية 4 هواتف لكل 100 شخص.

## الهواتف الثابتة، والانترنت وتلفزيون بروتوكول الإنترنت
- مزودو خدمة الإنترنت: 10 مزودي خدمة إنترنت على الأقل.
- مشتركي الهاتف الثابت: 830222 خطًا قيد الاستخدام (2009) [1]
- نطاق المستوى الأعلى: .ge

الهاتف الثابت، والإنترنت وتلفزيون الآي بي في جورجيا جميعها تُشغل بصورة أساسية بواسطة Silknet و New Net و MagtiCom مسيطرةً على 90% من السوق في عام 2018. بحلول نهاية عام 2008، كان هناك 618000 مستخدم للهاتف الثابت في جورجيا. في المناطق العمرانية هنالك 20 هاتفًا لكل 100 شخص، وفي المناطق القروية أربعة هواتف لكل 100 شخص.
تربط خطوط الألياف البصرية المدن الرئيسية ببعضها بالإضافة إلى جورجيا وبلغاريا المترابطه بخط الألياف الضوئية بين مدينتي بوتي (جورجيا) وفارنا (بلغاريا).

### الرقابة على الإنترنت والاشراف عليه
مُسجل على أنه مرتبط في فلترة الإنترنت الإنتقائية في مجالات الأمن السياسي /والنزاع ولا يوجد مايثبت الفلتره في المجالات الاجتماعية وأدوات الإنترنت بسبب مبادرة حرية الإنترنت (أو إن تي) في نوفمبر 2010.
إتاحة الوصول إلى محتويات الإنترنت في جورجيا غير مقيدة في الغالب حيث أن الإطار الدستوري القانوني، المطور بعد أحداث ثورة الزهور في عام 2003، قد أصدرت سلسلة من التدابير الإحتياطية والتي من المفترض أن تردع أي مساعي لفرض الرقابة على الإنترنت من قبل الدولة. وفي نفس الوقت لم تكن كافية لردع الرقابة المحدودة على شبكات الشركات والتعليم. اعتماد جورجيا على التواصل الدولي يجعلها عرضة للفلتره الأولية، الظاهر في مارس 2008 عندما حُظر YouTube من قبل شركة الإتصالات التركية.
في 14 مارس 2016، حُظر تصفح اليوتيوب على مستوى الدولة. وكان حظر التصفح هذا على مايبدو بهدف منع المواطنين من الوصول إلى مقطع فيديو يهدد بفضح عددًا من الصحفيين وشخصيات المعارضة بأشرطة فيديو مسجلة سرًا لأفعال جنسية. منع تصفح اليوتيوب في كافة أنحاء جورجيا حتى تمت إزالة فيديو التهديد من الإنترنت.

## روابط خارجية
- لجنة الاتصالات الوطنية الجورجية ، الموقع الإلكتروني.
- سيدورينكو، أليكسي، «الإنترنت، المجتمع والديمقراطية في جورجيا»، في القوقاز التحليلي الموجز رقم 15 .
- Robakidze، Nino، "Georgia: Immature Media"، in Caucasus Analytical Digest No. 25 .